# Moby Baby Two
Die Moby Baby Two war ein Fährschiff der italienischen Reederei Moby Lines, das unter italienischer Flagge fuhr.

## Geschichte
Das Schiff wurde als Kattegat II für die Reederei Jydsk Færgefart gebaut, aber schon nach kurzer Zeit in Kalle III umbenannt.
1983 wurde das Schiff an Sally Lines verkauft und erhielt den Namen The Viking. Das Schiff ging im Jahr 1989 in den Besitz von Vasabåtarna über und wurde zwei Jahre später an die dänische Reederei Bornholmstrafikken weiterverkauft. Nach neun Jahren bei Bornholmstrafikken wurde die Fähre an die Reederei Moby Lines verkauft und in Moby Lally umbenannt. Diesen Namen behielt sie, bis sie 2017 in Moby Baby Two umbenannt wurde.
Moby Lines setzte das Schiff auf der Route zwischen Piombino und Portoferraio ein. Ende 2024 wurde das Schiff zur Verschrottung in die Türkei verkauft.

## Das Schiff
Das RoPax-Schiff hatte eine Bar sowie eine Station für Handyaufladung und WLAN an Bord. Die Moby Baby Two bot Schlafsessel für Passagiere. An Bord gab es aber keine Kabinen. An Bord des Schiffes gab es außerdem einen Raum mit Videospielautomaten und einen Spielebereich für Kinder.

## Schwesterschiff
Die Moby Baby Two hatte ein Schwesterschiff, die bereits verschrottete Winner 10.